# Fides Stagni
Fides Stagni (Milano, 12 settembre 1904 – Roma, 23 settembre 2002) è stata una pittrice e attrice italiana.

## Biografia
Fides Stagni nasce nel 1904 a Milano, da un militare di professione di una famiglia altolocata. Frequenta l'Accademia di belle arti a Bologna. Sposatasi con il pittore coetaneo Carlo Vittorio Testi, giunge a Roma a 24 anni, ove ha sviluppato la sua arte non solo come pittrice, ma anche come decoratrice e progettista di mobili.
Conosciuta principalmente come pittrice, ha vissuto il suo periodo di celebrità nel corso del ventennio fascista, dipingendo opere che le permisero notorietà internazionale, aderendo al cosiddetto "secondo futurismo". Esegue numerosi quadri usando l'aerografo. Le opere di questo periodo sono conservate presso i figli, nel museo di Roma (galleria di arte moderna) e in collezioni private. Separatasi dal primo marito, iniziò una convivenza trasformatasi in un secondo matrimonio, con il critico d'arte ed architetto Giuseppe Pensabene Perez.
Nel dopoguerra continua la sua attività di pittrice e nello stesso tempo comincia a recitare come attrice.  Federico Fellini rimane colpito dal suo volto particolare e la chiama per interpretare una piccola parte nel capolavoro Amarcord, nel ruolo dell'insegnante di storia dell'arte. Nell'episodio Toby Dammit del film Tre passi nel delirio appare in un piccolo cameo, nei panni di sé stessa: si presenta al protagonista (interpretato da Terence Stamp) come pittrice Stagni.
Interpreterà qualche altra pellicola, prima di morire per un improvviso attacco di cuore, nel 2002, all'età di novantotto anni.

## Filmografia
- Uccellacci e uccellini, regia di Pier Paolo Pasolini (1966)
- Toby Dammit, episodio di Tre passi nel delirio, regia di Federico Fellini (1968)
- Roma, regia di Federico Fellini (1972)
- Amarcord, regia di Federico Fellini (1973)
- Il Casanova di Federico Fellini, regia di Federico Fellini (1976)
- E la nave va, regia di Federico Fellini (1983)
- 7 chili in 7 giorni, regia di Luca Verdone (1986)